# Chakchouka
Ne doit pas être confondu avec Chakhchoukha ou şakşuka.
La chakchouka (čekčuka en berbère, شكشوكة en arabe), tchektchouka, tchoukchouka, tchouchkaka ou tchoutchouka est une spécialité culinaire de la cuisine maghrébine. Il s'agit d'une sorte de poêlée de poivrons ou de piments verts ou rouges, tomates, oignons à laquelle s'ajoutent à la fin des œufs. Elle est proche de la frita et du pisto manchego ou encore de la ojja.
Le şakşuka en Turquie est un plat différent, à base de légumes cuits dans l'huile d'olive. Il se mange froid et ne contient pas d'œuf.

## Étymologie
Le nom du plat provient de la langue punique : en effet, shakshek se retrouve en phénicien et veut dire « mélanger ». Le nom du plat en arabe dialectal tunisien serait emprunté a la langue punique,.
La recette est toutefois plus récente car les poivrons ne sont arrivés qu'au XVIe siècle dans la région, à partir des ports espagnols (presidios) ; les poivrons et les tomates sont originaires du Mexique et ils étaient inconnus dans l'Ancien Monde avant la découverte de l'Amérique.

### Variantes orthographiques
- Chakchouka
- Choukchouka
- Tchakchouka
- Tchekchouka
- Tchektchouka
- Tchoutchouka
- Tsoutsouka

## Histoire
Originaire du Maghreb, la chakchouka est arrivée au Proche-Orient il y a plusieurs siècles dans les bagages des Juifs venus de Tunisie, du Maroc, d’Algérie et de Libye.
Certaines théories semblent avancer que la chakchouka est d'origine yéménite.

## Composition et variantes
La chakchouka peut devenir la base d'autres plats avec des courgettes, des pommes de terre, de la citrouille ou de la viande séchée (kaddid). Cette recette peut s'agrémenter de pommes de terre coupées en fines tranches et frites à l'huile, d'olives noires ou de fèves cuites à la vapeur.
Au Petit Maghreb (Maroc, Algérie et  Tunisie), la variante la plus courante est une préparation avec oignons et tomates sur laquelle on ajoute à la fin des œufs brouillés ou cuits en surface. En Tunisie encore, elle s'accompagne parfois de merguez, avec ou sans œufs. Elle peut aussi être préparée avec de l'ail à la place des oignons.

### Maroc
Au Maroc, elle est souvent cuisinée avec du poivron vert coupé en petits morceaux. La préparation est relevée avec de l'ail. Elle peut être servie seule en salade cuite, ou chaude servie avec des œufs au plat cuits à la surface.

### Libye
Avec le couscous libyen, la shakshuka libyenne est un des mets culinaires libyens les plus connus.

### Turquie
En Turquie, la variante la plus commune comporte de l’aubergine, du poivron, de l’oignon, de l’ail et de la tomate. L’assaisonnement de la şakşuka comprend le sel, le sucre, le poivre, le paprika et l’huile d’olive. Le plat est servi avec une garniture de yaourt.

### Israël
La chakchouka est aussi populaire dans la cuisine israélienne où elle a été introduite par les Juifs algériens et tunisiens. Elle est également appelée tastira chez les Juifs de Sousse.

### Ingrédients
- Oignons
- Tomates
- Poivron
- Huile
- Œufs
- Sel
- Poivre noir
- Paprika
- Coriandre en poudre
- Persil